# عدد أزواج الأقطاب

طريقة عمل "الدينامو" لإنتاج تيار مستمر. 6 ملفات في الحلقة تكون عدد أزواج الأقطاب = 3.

عدد أزواج الأقطاب في الهندسة الكهربائية (بالإنجليزية: number of pole pairs)
هو عدد أزواج الأقطاب المغناطيسية في آلة كهربائية  ، ويرمز له بالرمز p . وبناء على ذلك يكون عدد الأقطاب لمغناطيس أو لملف {\displaystyle 2\cdot p}.

## مقدمة

توزيع الثلاثة ملفات في العضو الساكن لآلة تعمل بتيار ثلاثي الأطوار.

تتالي الثلاثة جهود في آلة تعمل بتيار ثلاثي الأطوار.

محرك ثلاثي الأطوار له عدد أزواج أقطاب و 3 ملفات للعضو الساكن

آلة كهربائية غير تزامنية : عدد أزواج الأقطاب و 3 ملفات ; الشكل يوضح المجالات المغناطيسية بين الفتحات.

توجد الأقطاب المغناطيسية دائما مزدوجة ، وبناء على ذلك يكون أصغر عدد أزواج أقطاب {\displaystyle p=1} (1 القطب الشمالي + 1 القطب الجنوبي). بالمثل يكون عدد الأقطاب {\displaystyle 2\cdot p} . وإذا كان لدينا آلة كهربائية ذات أربعة أفطاب فيكون فيها عدد أزواج أقطاب = 2 .
ويمكن تفسير ذلك كالآتي: في الحالة البسيطة وهي حالة آلة تعمل بالتيار المستمر فيشير عدد أزواج الأقطاب فيها إلى مجالها المغناطيسي الرئيسي ، أي المجال المغناطيسي الذي ينشأ في العضو الساكن بواسطة التيار المستمر المار في ملفه . وهذا المجال المغناطيسي له قطب شمالي وقطب جنوبي . فيكون للآلة عدد أزواج أقطاب = 1 .
وبالنسبة إلى آلة كهربائية تعمل بثلاثة أطوار (مثل محرك تيار ثلاثي الأطوار) يعالج الأمر بنفس طريقة التعامل مع آلة التيار المستمر . ينشأ المجال المغناطيسي الدوار عن طريق توزيع ثلاثة ملفات على دائرة ، الزاوية المتتالية بينهم 120° لتكوين العضو الساكن ، ويمر في كل منهم تيار متردد ذو طور محدد . فينشأ في كل ملف نفس المجال المغناطيسي . ويكون لهذا المجال زوج أقطاب مكون من قطب شمالي وقطب جنوبي وهو يدور تبعا لأطوار التيار . وبالنسبة إلى آلة تعمل بتيار ثلاثي الأطوار في عضوها الساكن يكون عدد أزواج الأقطاب فيها 1 . وعندما نزيد على الثلاثة ملفات ثلاثة ملفات أخرى في العضو الساكن بحيث يكون الزاوية بين كل ملفين 60° يصبح للآلة عدد أزواج أقطاب 2 . وكلما زاد عدد أزواج الأقطاب تصغر المسافة بين الأقطاب .

ويحتسب عدد ازواج أقطاب آلة كهربائية من عدد مابها من ملفات .

مثال: محرك كهربائي غير تزامني ذو أربعة أقطاب وله 3 ملفات يكون له عدد أزواج أقطاب 2 ، وعدد الملفات 6 .

## عدد أزواج الاقطاب وسرعة الدوران
تعتمد سرعة دوران آلة تيار ثلاثي الأقطاب على تردد التيار وعلى عدد أزواج الأقطاب . فمحرك التزامن يدور بنفس تردد التيار . أما بالنسبة لمحرك غير تزامني فيكون معدل دورانه أقل قليلا عن تردد التيار ويعتمد ذلك على التحميل . وتحسب سرعة الدوران ns من المعادلة :
{\displaystyle n_{\text{s}}={\frac {f}{p}}}
المرجع :
فإذا احتسبنا سرعة الدوران بعدد الدورات / الدقيقة نحصل على:
{\displaystyle n_{\text{s}}={\frac {60\cdot f}{\mathrm {p} }}}
وتبلغ سرعة الدوران 3000 دورة/دقيقة عندما يكون تردد الجهد 50 هيرتز (وهي التردد المعتاد في الكهرباء المنزلية). ويمكن من سرعة الدوران المكتوبة على لوحة خصائص آلة معرفة عدد أقطاب الآلة .

مثال: محرك تزامن ذو قطبين يعمل بتيار متردد 50 هيرتز ، فتكون سرعة دورانه 3000 دورة/ الدقيقة ، لأن القطبين يكونات زوج أقطاب واحد .

## عدد أزواج الأقطاب والعزم
تحسب القدرة الميكانيكية كحاصل ضرب عزم الدوران M في عدد الدورات/الدقيقة n:
{\displaystyle P_{\text{mech}}=2\cdot \pi \cdot n\cdot M}
وبالنسبة للمحرك الكهربائي الذي يعمل بالتيار المنزلي المعتاد يكون عزم الدوران الاسمي له متناسبا مع عدد أزواج الأقطاب . وتكون المحركات ذات عدد أزواج أقطاب كبير أكبر حجما من المحركات ذات عدد أزواج أقطاب أقل رغم تساويها في القدرة .
وعمليا وبحسب التقنية المستخدمة لا يزداد عزم الدوران خطيا بزيادة عدد أزواج الأقطاب ، حتى أن القدرة قد تنخفض إذا تعدى عدد أزواج الأقطاب عددا معينا .

## اقرأ أيضا
- آلة كهربائية
- محرك تزامن
- آلة تيار ثلاثي الأطوار
- تيار أحادي الطور
- دارة نجمية
- تيار ثلاثي الطور
- محرك كهربائي
- خط جهد عالي
- نقل الكهرباء
- مغناطيس كهربي
- طور الموجة
- تيار متردد